# 市来串木野市
もしかして
- いちき串木野市

ではありませんか？